# Jane Lynch
Jane Lynch (Evergreen Park, 14 luglio 1960) è un'attrice, conduttrice televisiva, comica e doppiatrice statunitense, vincitrice di un Golden Globe e un Premio Emmy, grazie al personaggio di Sue Sylvester nella serie televisiva Glee.

## Biografia
Nata nell'Illinois, nella Contea di Cook, studia teatro presso l'Università dell'Illinois, successivamente ottiene un Master of Fine Arts presso la Cornell University. Inizia la sua carriera in teatro, lavorando per The Second City, una compagnia di improvvisazione della città di Chicago.

### Carriera
La sua carriera cinematografica inizia attorno alla fine degli anni ottanta partecipando a film come Vice Versa - Due vite scambiate e Il fuggitivo. Negli anni novanta lavora principalmente per la televisione, partecipando come guest star a note serie televisive come Sposati... con figli, Cinque in famiglia, Una famiglia del terzo tipo e molte altre, dal 2000 in poi inizia un sodalizio artistico con il regista Christopher Guest, partecipando ai suoi film Campioni di razza, A Mighty Wind - Amici per la musica e For Your Consideration.
Al cinema è diventata nota grazie a film come Danni collaterali e 40 anni vergine, inoltre deve la sua popolarità alla sua partecipazione molte commedie brillanti prodotte da Judd Apatow, come Ricky Bobby - La storia di un uomo che sapeva contare fino a uno, Walk Hard - La storia di Dewey Cox e Role Models. Fra gli altri suoi lavori cinematografici vi sono Alvin Superstar e la commedia adolescenziale Another Cinderella Story, accanto a Selena Gomez, dove in quest'ultimo partecipa alla colonna sonora cantando il brano On Hold 4 You.
Per la televisione ha recitato in diversi episodi di Boston Legal, Criminal Minds, The L Word, Due uomini e mezzo. Nel 2009 presta sua voce per il film d'animazione L'era glaciale 3 - L'alba dei dinosauri e recita nel film di Nora Ephron Julie & Julia, dove interpreta Dorothy McWilliams, la sorella di Julia Child. Sempre nel 2009 acquista una nuova popolarità grazie al ruolo dell'allenatrice delle cheerleader Sue Sylvester nella serie televisiva Glee.
Per la sua interpretazione di Sue Sylvester in Glee, nel 2011 vince il Golden Globe.
Ha presentato la cerimonia dei Premi Emmy 2011. Nel 2013 debutta a Broadway in un musical, Annie.

### Vita privata
L'attrice, dichiaratamente omosessuale, ha sposato la psicologa Lara Embry, il 31 maggio 2010, a Sunderland, Massachusetts per poi divorziare, citando posizioni inconciliabili, l'8 gennaio 2014. Nel mese di Novembre 2021 si è sposata con l'attrice Jennifer Cheyne a Santa Barbara, California.

## Filmografia

### Attrice

#### Cinema
- Vice Versa - Due vite scambiate (Vice Versa), regia di Brian Gilbert (1988)
- Il fuggitivo (The Fugitive), regia di Andrew Davis (1993)
- Da che pianeta vieni? (What Planet Are You From?), regia di Mike Nichols (2000)
- Campioni di razza (Best in Show), regia di Christopher Guest (2000)
- Danni collaterali (Collateral Demage), regia di Andrew Davis (2001)
- A Mighty Wind - Amici per la musica (A Mighty Wind), regia di Christopher Guest (2003)
- Sleepover, regia di Joe Nussbaum (2004)
- The Aviator, regia di Martin Scorsese (2004)
- 40 anni vergine (The 40-Year-Old Virgin), regia di Judd Apatow (2005)
- Fifty Pills, regia di Theo Avgerinos (2006)
- Ricky Bobby - La storia di un uomo che sapeva contare fino a uno (Talladega Nights: The Ballad of Ricky Bobby), regia di Adam McKay (2006)
- For Your Consideration, regia di Christopher Guest (2006)
- Smiley Face, regia di Gregg Araki (2007)
- Alvin Superstar (Alvin and the Chipmunks), regia di Tim Hill (2007)
- Tru Loved, regia di Stewart Wade (2008)
- The Rocker - Il batterista nudo (The Rocker), regia di Peter Cattaneo (2008)
- Another Cinderella Story, regia di Damon Santostefano (2008)
- Role Models, regia di David Wain (2008)
- Spring Breakdown, regia di Ryan Shiraki (2009)
- Julie & Julia, regia di Nora Ephron (2009)
- Laureata... e adesso? (Post Grad), regia di Vicky Jenson (2009)
- Paul, regia di Greg Mottola (2011)
- I tre marmittoni (The Three Stooges), regia di Peter e Bobby Farrelly (2012)
- Afternoon Delight, regia di Jill Soloway (2013)
- A.C.O.D. - Adulti complessati originati da divorzio, regia di Stu Zicherman (2013)
- Mascots, regia di Christopher Guest (2016)
- The Late Bloomer, regia di Kevin Pollak (2016)

#### Televisione
- Per il bene dei bambini (In the Best Interest of the Children), regia di Michael Ray Rhodes – film TV (1992)
- Svitati in divisa (Bakersfield P.D.) – serie TV, episodio 1x08 (1993)
- Il cane di papà (Empty Nest) – serie TV, episodio 6x10 (1993)
- Sposati... con figli (Married... with Children) – serie TV, episodio 8x17 (1994)
- Cinque in famiglia (Party of Five) – serie TV, episodio 1x07 (1994)
- The John Larroquette Show – serie TV, episodio 2x05 (1994)
- Una famiglia del terzo tipo (3rd Rock from the Sun) – serie TV, episodio 1x05 (1996)
- Frasier – serie TV, episodio 4x07 (1996)
- Caroline in the City – serie TV, episodio 4x05 (1998)
- Dharma & Greg – serie TV, episodio 3x04 (1999)
- Giudice Amy (Judging Amy) – serie TV, episodi 1x01-1x17-2x08 (1999-2000)
- Una mamma per amica (Gilmore Girls) – serie TV, episodio 1x10 (2000)
- JAG - Avvocati in divisa (JAG) – serie TV, episodio 5x21 (2000)
- West Wing - Tutti gli uomini del Presidente (The West Wing) – serie TV, episodi 2x01-2x22 (2000-2001)
- Dawson's Creek – serie TV, episodio 4x12 (2001)
- Popular – serie TV, episodio 2x19 (2001)
- The Division – serie TV, episodio 1x17 (2001)
- Arli$$ – serie TV, episodio 6x09 (2001)
- Boston Public – serie TV, episodio 2x02 (2001)
- In tribunale con Lynn (Family Law) – serie TV, episodio 3x09 (2001)
- X-Files (The X-Files) – serie TV, episodio 9x05 (2001)
- The King of Queens – serie TV, episodio 4x12 (2001)
- Settimo cielo (7th Heaven) – serie TV, 4 episodi (2001-2002)
- Felicity – serie TV, episodio 4x16 (2002)
- The Big Time, regia di Paris Barclay – film TV (2002)
- The Dead Zone – serie TV, episodio 2x13 (2003)
- La vita secondo Jim (According to Jim) – serie TV, episodio 3x05 (2003)
- NYPD - New York Police Department (NYPD Blue) – serie TV, episodio 11x10 (2004)
- Detective Monk (Monk) – serie TV, episodio 2x15 (2004)
- Las Vegas – serie TV, episodio 1x17 (2004)
- Arrested Development - Ti presento i miei (Arrested Development) – serie TV, episodi 1x14-1x16 (2004)
- Friends – serie TV, episodio 10x15 (2004)
- Veronica Mars – serie TV, episodio 1x06 (2004)
- Due uomini e mezzo (Two and a Half Man) – serie TV, 14 episodi (2004-2014)
- CSI - Scena del crimine (CSI: Crime Scene Investigation) – serie TV, episodio 5x14 (2005)
- Unscripted – serie TV, episodio 1x06 (2005)
- Weeds – serie TV, episodio 1x04 (2005)
- Blind Justice – serie TV, episodi 1x02-1x03 (2005)
- The L Word – serie TV, 15 episodi (2005-2009)
- Desperate Housewives – serie TV, episodio 2x14 (2006)
- Night Stalker – serie TV, episodio 1x08 (2006)
- Criminal Minds – serie TV, 9 episodi (2006-2008; 2017-2020)
- Boston Legal – serie TV, 4 episodi (2006-2008)
- La complicata vita di Christine (The New Adventures of Old Christine) – serie TV, episodi 2x18-2x21 (2007)
- My Name Is Earl – serie TV, episodio 3x14 (2008)
- Psych – serie TV, episodio 3x06 (2008)
- Reno 911! – serie TV, episodio 6x15 (2009)
- Glee – serie TV, 97 episodi (2009-2015)
- iCarly – serie TV, episodio 4x02 (2010)
- Web Therapy – webserie (2011)
- Portlandia – serie TV, episodio 5x05 (2015)
- Girl Meets World – serie TV, episodio 1x19 (2015)
- Un diavolo di angelo (Angel from Hell) – serie TV, 13 episodi (2016)
- The Real O'Neals – serie TV, episodio 2x01 (2016)
- Manhunt: Unabomber – miniserie TV, episodi 1x02-1x04-1x07 (2017)
- Will & Grace – serie TV, episodio 9x04 (2017)
- The Good Fight – serie TV, 4 episodi (2017-2021)
- La fantastica signora Maisel (The Marvelous Mrs. Maisel) – serie TV, 14 episodi (2017-2023)
- Space Force – serie TV, 4 episodi (2020-2022)
- Only Murders in the Building – serie TV, 9 episodi (2021-2024)
- The Conners – serie TV, episodio 7x02 (2025)

#### Teatro
- Annie, regia di James Lapine (2013) – Broadway, nel ruolo di Miss Hannigan
- Funny Girl, regia di Michael Mayer (2022) – Broadway, nel ruolo di Mrs Bryce

### Doppiatrice

#### Cinema
- Space Chimps - Missione spaziale (Space Chimps), regia di Kirk DeMicco (2008)
- L'era glaciale 3 - L'alba dei dinosauri (Ice Age: Dawn of the Dinosaurs), regia di Carlos Saldanha (2009)
- Shrek e vissero felici e contenti (Shrek Forever After), regia di Mike Mitchell (2010)
- Rio, regia di Carlos Saldanha (2011)
- Ralph Spaccatutto (Wreck-It Ralph), regia di Rich Moore (2012)
- Dino e la macchina del tempo (Dino Time), regia di Yoon-Suk Choi (2012)
- Fuga dal pianeta Terra (Escape from Planet Earth), regia di Cal Brunker (2013)
- Ralph spacca Internet (Ralph Breaks the Internet), regia di Rich Moore e Phil Johnston (2018)
- Pupazzi alla riscossa (UglyDolls), regia di Kelly Asbury (2019)
- 100% lupo (100% Wolf), regia di Alexs Stadermann (2021)
- The Venture Bros.: Radiant Is the Blood of the Baboon Heart, regia di Jackson Publick (2023)

#### Televisione
- I Griffin (Family Guy) – serie animata, episodi 3x13, 3x17, 3x18, 3x20 (2001-2002)
- Spider-Man: The New Animated Series – serie animata, episodio 1x06 (2003)
- Father of the Pride – serie animata, episodi 1x06, 1x13 (2004-2005)
- Juniper Lee (The Life and Times of Juniper Lee) – serie animata, episodio 1x10 (2005)
- Manny tuttofare (Handy Manny) – serie animata, episodi 1x13, 2x10, 2x30, 3x45 (2006-2012)
- American Dad! – serie animata, 7 episodi (2007-2023)
- The Spectacular Spider-Man – serie animata, episodio 2x10 (2009)
- The Cleveland Show – serie animata, episodi 1x11, 2x11 (2010-2011)
- Phineas e Ferb (Phineas and Ferb) – serie animata, 5 episodi (2011-2013)
- I Simpson (The Simpsons) – serie animata, episodi 23x04, 30x10 (2011-2018)
- The Annoying Orange – serie animata, episodi 1x19, 1x30 (2012)
- Mr. Peabody & Sherman Show – serie animata, episodio 2x01 (2016)
- Riccioli d'Oro e Orsetto (Goldie & Bear) – serie animata, 3 episodi (2017)
- We Bare Bears - Siamo solo orsi (We Bare Bears) – serie animata, episodio 4x12 (2018)
- A casa dei Loud (The Loud House) – serie animata, episodio 3x23 (2019)
- Tuca & Bertie – serie animata, episodio 1x09 (2019)
- Big Hero 6 - La serie (Big Hero 6: The Series) – serie animata, 6 episodi (2019-2020)
- Final Space – serie animata, 13 episodi (2019-2021)
- Bubble Guppies - Un tuffo nel blu e impari di più (Bubbls Guppies) – serie animata, episodio 6x07 (2020)
- Spirit: Avventure in libertà (Spirit Riding Free) – serie animata, episodi 2x01, 2x04 (2020)
- La prossima fantastica avventura di Archibald (Archibald's Next Big Thing) – serie animata, episodio 2x11 (2020)
- Close Enough – serie animata, episodio 2x03 (2021)
- Solar Opposites – serie animata, episodio 2x01 (2021)
- Robot Chicken – serie TV, episodio 11x01 (2021)
- La famiglia Proud: più forte e orgogliosa (The Proud Family: Louder and Prouder) – serie animata, episodi 2x02 e 2x06 (2023)
- Velma – serie animata, 18 episodi (2023-2024)
- Digman – serie TV, episodio 1x05 (2023)

## Discografia

### Colonne sonore
- 2003 – A Mighty Wind
- 2008 – Another Cinderella Story
- 2010 – Glee: The Power of Madonna

### Singoli
- 2010 – Vogue
- 2010 – Physical (con Olivia Newton John)
- 2010 – Ohio (con Carol Burnett)
- 2013 – Little Girls
- 2013 – Super Bass
- 2013 – Cheek to Cheek (con Matthew Morrison)
- 2014 – NYC (con Matthew Morrison)
- 2014 – Who Are You Now? (con Lea Michele)
- 2015 – Bitch
- 2015 – The Final Countdown (con Matthew Morrison)

## Premi e riconoscimenti
- Critics' Choice Awards
  - 2011 – Candidatura per miglior attrice non protagonista in una serie comica per Glee
  - 2014 – Candidatura per miglior conduttrice per Hollywood Game Night
- Dorian Awards
  - 2009 – Performance TV dell'anno: Musical o commedia per Glee
  - 2013 – Performance TV dell'anno: Musical o commedia per Glee
- Emmy Awards
  - 2010 – Candidatura per miglior guest star in una serie comica per Due uomini e mezzo
  - 2010 – Miglior attrice non protagonista in una serie comica per Glee
  - 2011 – Candidatura per miglior attrice non protagonista in una serie comica per Glee
  - 2013 – Candidatura per miglior attrice non protagonista in una serie comica per Glee
  - 2014 – Candidatura per miglior narratore per Wildlife Specials: The Spy Collection
  - 2014 – Miglior conduttore di un reality o gioco televisivo per Hollywood Game Night
  - 2015 – Miglior conduttore di un reality o gioco televisivo per Hollywood Game Night
  - 2016 – Candidatura per miglior conduttore di un reality o gioco televisivo per Hollywood Game Night
  - 2017 – Miglior attrice in una miniserie per Dropping the Soap
  - 2018 – Candidatura per miglior conduttore di un reality o gioco televisivo per Hollywood Game Night
  - 2018 – Candidatura per miglior guest star in una serie comica per La fantastica signora Maisel
  - 2019 – Miglior guest star in una serie comica per La fantastica signora Maisel
  - 2022 – Candidatura per miglior guest star in una serie comica per Only Murders in the Building
- Florida Film Critics Circle
  - 2003 – Miglior cast per A Mighty Wind - Amici per la musica
- Ft. Lauderdale International Film Festival
  - 2007 – Miglior attrice comica per I Do & I Don't
- Golden Globe
  - 2010 – Candidatura per miglior attrice non protagonista in una serie o film per la televisione per Glee
  - 2011 – Miglior attrice non protagonista in una serie o film per la televisione per Glee
- Gotham Independent Film Awards
  - 2006 – Candidatura per miglior cast corale per For Your Consideration
- People's Choice Awards
  - 2011 – Miglior attrice TV: Commedia per Glee
  - 2012 – Candidatura per miglior attrice TV: Commedia per Glee
  - 2013 – Candidatura per miglior attrice TV: Commedia per Glee
  - 2014 – Candidatura per miglior attrice TV: Commedia per Glee
- Phoenix Film Critics Awards
  - 2003 – Candidatura per miglior cast corale per A Mighty Wind - Amici per la musica
- Satellite Award
  - 2009 – Miglior attrice non protagonista: Televisione per Glee
  - 2010 – Candidatura per miglior attrice non protagonista: Televisione per Glee
- Screen Actors Guild Award
  - 2010 – Miglior cast corale in una serie comica per Glee
  - 2011 – Candidatura per miglior attrice in una serie comica per Glee
  - 2012 – Candidatura per miglior cast corale in una serie comica per Glee
  - 2013 – Candidatura per miglior cast corale in una serie comica per Glee
  - 2020 – Miglior cast corale in una serie comica per La fantastica signora Maisel
- Teen Choice Awards
  - 2010 – Candidatura per miglior antagonista in una serie televisiva per Glee
  - 2011 – Candidatura per miglior antagonista in una serie televisiva per Glee
  - 2014 – Candidatura per miglior antagonista in una serie televisiva per Glee

## Doppiatrici italiane
Nelle versioni in italiano delle opere in cui ha recitato, Jane Lynch è stata doppiata da:
- Roberta Greganti in Glee, Paul, Help Me Help You, Spring Breakdown, Mascots, Will & Grace, La fantastica signora Maisel, Space Force
- Alessandra Korompay in Laureata... e adesso?, Un delfino per amico, The Good Fight,  Only Murders in the Building, Ely + Bea - Il fantasma della scuola
- Roberta Pellini in The Rocker - Il batterista nudo, Role Models, A.C.O.D. - Adulti complessati originati da divorzio
- Barbara Castracane in  La vita secondo Jim , Detective Monk, Un diavolo di angelo
- Aurora Cancian in Due uomini e mezzo, Julie & Julia, I tre marmittoni
- Anna Rita Pasanisi ne Il fuggitivo, Sleepover
- Isabella Pasanisi in 40 anni vergine, Web Therapy
- Loredana Nicosia in iCarly, Another Cinderella Story
- Rossella Acerbo in Da che pianeta vieni?
- Antonella Giannini in Dawson's Creek
- Cinzia De Carolis in X-Files
- Roberta Paladini in Criminal Minds (st. 1-2)
- Melina Martello in Criminal Minds (st. 4, 12, 15)
- Laura Boccanera in The L Word
- Claudia Balboni in Desperate Housewives
- Pinella Dragani in Arrested Development - Ti presento i miei
- Daniela Nobili in Agenzia matrimoniale Lovespring International
- Angiola Baggi in Ricky Bobby - La storia di un uomo che sapeva contare fino a uno
- Liliana Sorrentino in Psych
- Franca D'Amato in Manhunt: Unabomber
- Anna Cesareni in Party Down

Da doppiatrice è sostituita da:
- Cristiana Lionello in Ralph Spaccatutto, Ralph spacca Internet
- Aurora Cancian in Space Chimps - Missione spaziale
- Stefania Romagnoli in Shrek e vissero felici e contenti
- Stella Gasparri in Rio
- Francesca Guadagno ne I Simpson
- Laura Romano in Fuga dal pianeta Terra
- Roberta Greganti in Vita da scimpanzé
- Lorenza Biella ne La famiglia Proud: più forte e orgogliosa
- Alessandra Grado in Digman